# Пунит Раджкумар
Пунит Раджкумар (канн. ಪುನೀತ್ ರಾಜ್‍ಕುಮಾರ್, англ. Puneeth Rajkumar, 17 марта 1975, Мадрас — 29 октября 2021, Бангалор) — индийский актёр, певец и телеведущий, который снимался в основном в фильмах на языке каннада.

## Биография

### Детство
Пунит родился 17 марта 1975 года в больнице Кальяни города Мадрас (ныне Ченнаи), штата Тамилнад в семье известного в штате Карнатака актёра Раджкумара и его жены Парвартаммы. При рождении получил имя Лохит. Он — младший из пяти детей в семье. Когда ему исполнилось шесть лет, его семья переехала в город Майсур. Отец привел его и сестру, Пурниму, в киноиндустрию, где Пунит снимался в его кинофильмах до десяти лет под именем Мастер Лохит. В 1985 году сменил имя на Пунит по настоянию матери, по совету астролога. Он рано бросил учебу из-за съёмок и не имел среднего образования, но несмотря на это, окончил The New College в Ченнаи, где учился на программиста. Его старший брат, Шива, также популярный актёр.

### Начало карьеры
Режиссёр В. Сомашекар первым вывел Лохита на экраны, когда тому было шесть месяцев в фильме Premada Kanike, в котором играл его отец. В 1981 году вышли два фильма с его участием: Bhoomige Banda Bhagavantha и Bhagyavantha, для которого он записал свою первую песню «Baana Daariyalli Soorya». А роль в фильме Bettada Hoovu в 1985 году принесла ему Национальную кинопремию за лучшую детскую роль.

### Успехи
В 2002 году состоялся его взрослый дебют в фильме Appu вместе с ещё одной дебютанткой Ракшитой. Фильм имел коммерческий успех, а его танцевальные способности получил похвалу критиков.
В 2003 году вышел фильм Abhi, в котором Пунит снялся в паре тогда ещё дебютанткой Рамией. Фильм имел коммерческий успех.
В 2004 году вышел фильм Veera Kannadiga, в котором Пунит снялся в паре с дебютанткой Анитой Хассанандани Редди, также он впервые сыграл двойную роль главного героя Мунну и его отца. Фильм снимался на языке каннада параллельно с версией на телугу под названием Andhrawala с НТР младшим в главной роли. Несмотря на обилие насилия и слабый сюжет, фильм имел коммерческий успех.
В 2005 году вышел фильм Aakash, в котором актёр снова сыграл в паре с Рамией. В 2006 году вышел фильм «Аджай», который является ремейком телугуязычного фильма «Единственный». С 2005 по 2006 год все его фильмы имели коммерческий успех, благодаря чему за ним закрепилось прозвище «Powerstar».
В 2007 году вышел фильм Milana, где его герой — радиоведущий, который встречается с бывшей возлюбленной, несмотря на то, что женат. Фильм имел коммерческий успех, также и фильм Arasu, который он получил первую награду Filmfare Award South за лучшую мужскую роль
В 2010 году вышел фильм «Джеки», заработавший коммерческий успех и положительную оценку критиков и аудитории.
В 2012 году вышел фильм «Анна Бонд» с актрисами Приямани и Нидхи Суббая в главных ролях и Джеки Шроффом в роли второго плана.
С 2012 по 2013 год Пунит вёл два сезона телепередачи Kannadada Kotyadhipati, каннадоязычной версии телешоу Who Wants to Be a Millionaire?, также будет вести четвёртый сезон той же телепередачи в середине 2019 году
В 2014 году в прокат вышел фильм «Из-за тебя». Хотя его выступление в роли искателя приключений из Нью-Йорка получило положительную оценку критиков, но фильм провалился в прокате. В том же году состоялась премьера также фильма Power, который является ремейком телугуязычного боевика «Дерзкий».
После этого его выбрали на главную роль в фильме Khushi Khushiyagi, который является ремейкои телугуязычного фильма Волнение сердца, но отказался из-за плотного графика, но вместо него сыграл Ганеш
В 2015 году вышел фильм «Рана Викрама», в котором он вновь сыграл двойную роль: инспектора Викрама и его дедушку Викрама Кумара. Фильм имел коммерческий успех. В том же году вышел фильм Mythri, в котором сыграл самого себя, помогающего главному герою, который является его фанатом, фильм получил положительную оценку критиков и имел коммерческий успех.
В 2017 году Пунит снялся в фильме «Принц», который самым кассовым фильмом за всю историю кинематографа на языке каннада на тот момент, побив предыдущий рекорд, установленный ранее фильмом «Бесконечный дождь». По итогам года картина принесла актёру четвёртую премию Filmfare.
В том же году вышел фильм Anjani Putra, в котором Пунит снялся в паре с начинающей актрисой Рашмикой Манданной, у которой на тот момент на счету был один Фильм, являющийся ремейком тамильского фильма Poojai, получил положительную оценку зрителей и имел коммерческий успех.
В начале 2019 года на экраны вышел фильм Natasaarvabhowma, где он сыграл журналиста, который расследует странные дела вместе с его возлюбленной и мстит министру штата за её смерть, в результате чего его сажают в психбольницу из-за его странных способностей. Фильм имел коммерческий успех.
В 2021 году вышел последний фильм Yuvarathnaa, выпущенный за полгода до смерти. Он также согласился на неназванный многоязычный проект Гаутама Менона

### Последнее время
В последние годы Пунит согласился сняться в неназванном фильме режиссёра Шашанка, где он должен исполнить двойную роль и выступить в качестве продюсера, однако фильм был отложен на неопределенный срок. За пару месяцев до смерти снимался в фильме James, также он согласился сняться в фильме Dvitva.
Пунит являлся одним из немногих актёров в стране, которые сами поют в своих фильмах, и исполнил большое количество песен. Его песни задействованы в нескольких фильмах на каннада для ролей таких актёров, как его брат Шива, Чираджви Сарджа, Ганеш, Упендра , Шринагар Китти, Дигантх и др. В 2017 году он основал лейбл «PRK Audio», а также кинокомпанию «PRK Productions». Помимо этого он являлся владельцем футзального клуба «Bengaluru Royals», который является одной из команд Premier Futsal.
Также в одном из интервью заявил, что он готов попробовать амплуа в качестве режиссёра и планировал снять фильм с участием его брата Шивы

## Смерть
29 октября 2021 года Пунит умер в Бангалоре от сердечного приступа в возрасте 46 лет. Пунит был доставлен в частный госпиталь в Бангалоре после того, как начал жаловаться на боль в груди, но врачи не смогли спасти ему жизнь и он умер.

## Личная жизнь
1 декабря 1999 года Пунит женился на Ашвини Ревант. Они познакомились через общего друга. Имеют двоих дочерей Дрити (род. 2003) и Вандиту (род. 2006)

## Фильмография

### В качестве актёра
| Год  |   | Русское название | Оригинальное название      | Роль                       |
| ---- | - | ---------------- | -------------------------- | -------------------------- |
| 1976 | ф |                  | Premada Kanike             | ребёнок (эпизод)           |
| 1977 | ф |                  | Sanaadi Appanna            | юный Ашок                  |
| 1978 | ф |                  | Thayige Thakka Maga        |                            |
| 1981 | ф |                  | Vasantha Geetha            | Шиям                       |
| 1981 | ф |                  | Bhoomige Banda Bhagavantha | Кришна                     |
| 1981 | ф |                  | Bhagyavantha               | Кришна                     |
| 1982 | ф |                  | Hosa Belaku                | Путту                      |
| 1982 | ф |                  | Chalisuva Modagalu         | Раму                       |
| 1983 | ф |                  | Bhakta Prahlada            | Прахлада                   |
| 1983 | ф |                  | Eradu Nakshatragalu        | Раджа                      |
| 1984 | ф |                  | Yarivanu                   | Шиям                       |
| 1985 | ф | Горный цветок    | Bettada Hoovu              | Раму                       |
| 1988 | ф |                  | Shiva Mecchida Kannappa    | юный Каннаппа              |
| 1989 | ф |                  | Parashuram                 | Аппу                       |
| 2002 | ф | Аппу             | Appu                       | Аппу                       |
| 2003 | ф |                  | Abhi                       | Абхи                       |
| 2004 | ф |                  | Veera Kannadiga            | Мунна                      |
| 2004 | ф |                  | Maurya                     | Мунна                      |
| 2005 | ф |                  | Aakash                     | Аакаш                      |
| 2005 | ф |                  | Namma Basava               | Басава                     |
| 2006 | ф |                  | Ajay                       | Аджай                      |
| 2007 | ф |                  | Arasu                      | Шиварадж Арасу             |
| 2007 | ф | Свидание         | Milana                     | Аакаш                      |
| 2008 | ф |                  | Bindaas                    | Шиву                       |
| 2008 | ф |                  | Vamshi                     | Вамши                      |
| 2009 | ф |                  | Raaj - The Showman         | Мутхурадж                  |
| 2009 | ф |                  | Raam                       | Раам                       |
| 2009 | ф |                  | Prithvi                    | Притхви Кумар              |
| 2010 | ф | Джеки            | Jackie                     | Джанакирата, он же Джеки   |
| 2011 | ф |                  | Hudugaru                   | Прабху                     |
| 2011 | ф |                  | Paramathma                 | Парам                      |
| 2012 | ф | Анна Бонд        | Anna Bond                  | Бонд Рави, он же Анна Бонд |
| 2013 | ф |                  | Yaare Koogadali            | Кумара                     |
| 2014 | ф | Из-за тебя       | Ninnindale                 | Вики Венкатеш              |
| 2014 | ф |                  | Power                      | Бхарат Кумар               |
| 2015 | ф |                  | Mythri (канн.) / (малаял.) | в роли самого себя         |
| 2015 | ф | Рана Викрама     | Rana Vikrama               | Викрама / Викрам Кумар     |
| 2016 | ф | Лабиринт         | Chakravyuha                | Лохит                      |
| 2016 | ф |                  | Doddmane Hudga             | Сурья                      |
| 2017 | ф | Принц            | Raajakumara                | Сиддхарт, он же Аппу       |
| 2017 | ф | Сын Анджани      | Anjani Putra               | Вирадж                     |
| 2018 | ф |                  | Rajaratha                  | Rajaratha (рассказчик)     |
| 2018 | ф |                  | Humble Politician Nograj   | в роли самого себя (камео) |
| 2019 | ф |                  | Natasaarvabhowma           | Гаган Диксит               |
| 2021 | ф |                  | Yuvarathnaa                | Yuvaraj                    |

### В качестве певца
- 1981 — Bhagyavantha — «Baana Dariyalli Soorya»
- 1982 — Chalisuva Modagalu — «Kaanadante Maayavadano»
- 1983 — Bhakta Prahlada — «Govinda Govinda», «Ela Elavo»
- 1983 — Eradu Nakshatragalu — «Nanna Udupu Ninnadu», «Howdu Endare», «Amma Kannu»
- 1984 — Yarivanu — «Kannige Kaanuv»a, «Aakashade Haaraduva»
- 1985 — Bettada Hoovu — «Thaye Sharadhe», «Bisile Irali Maleye Barali»
- 1989 — Parashuram — «Kadre Thappu»
- 2002 — «Аппу» — «Taliban Alla Alla»
- 2003 — Abhi — «Mama Mama Maja Madu»
- 2004 — Veera Kannadiga — «Nai Re Nai Re Baba»
- 2004 — Maurya — «Simpalagi Heltheeni», «Machhalli Kocchodilla»
- 2005 — «Риши» — «Bandarura Bandarelle»
- 2005 — Aakash — «Hodi Hodi»
- 2005 — Namma Basava — «Rukku Rukku Rukkamma»
- 2007 — Arasu — «Baaro Baaro» (дуэт с Сучитрой)
- 2007 — Lava Kusha — «Hotappa Hot Sakkath» (дуэт с Читрой)
- 2008 — Bindaas — «Bengalooru Mangalooru»
- 2008 — Vamshi — «Jothe Jotheyali» (дуэт с Шреей Гхошал)
- 2009 — Raam — «Hosa Gaana Bajaana»
- 2010 — «Джеки» — «Edavatt Aythu»
- 2010 — Mylari — «Mylapura Mylari»
- 2011 — Shyllo — «Pada Pada Kannada»
- 2012 — Sidlingu — «Barbhad Building»
- 2012 — «Анна Бонд» — «Kaanadante Maayavadanu (Remix)»
- 2013 — Tony — «Pakka Paapi Naanu»
- 2014 — Adyahsha — «Adyaksha Adyaksha title song»
- 2014 — «Арьян» — «Kannada Mannina» (дуэт с Сунидхи Чаухан)
- 2014 — Power — «Guruvara Sanje»
- 2015 — Krishna Leela — «Pesal Man»
- 2015 — Rudra Tandava — «Ondooralli»
- 2015 — «Рана Викрам» — «Neene Neene» (дуэт с Палак Мучхал)
- 2015 — Rocket — «Thannage Idvi»
- 2015 — Uppi 2 — «Uppittu Uppittu»
- 2015 — Krishna-Rukku — «Darling Darling»
- 2015 — Rudra Tandava — «Ondooralli Obba»
- 2015 — Ram-Leela — «Teri Beautiful Ankhein»
- 2016 — «Обезвредить Вираппана» — «Spot Spot»
- 2016 — Preethi Kithabu — «Preethi Kithabu title song»
- 2016 — Akira — «Kanna Sanneyindalene»
- 2016 — Jai Maruthi 800 — «Rama Banta Hanumanu»
- 2016 — «Лабиринт» — «Yenaithu» (дуэт с Каджал Агарвал)
- 2016 — Zoom — «Raja Di Raja»
- 2016 — Run Anthony — «Jhanak Jhanak»
- 2016 — Nanna Ninna Prema Kathe — «Orchestra»
- 2016 — Kalpana 2 — «Nan Sigdhakadru Kannada»
- 2016 — Doddmane Hudga — «Abhimanigale Nammane Devru» (дуэт с Шивой Раджкумаром)
- 2016 — Crazy Boy — «Thirugi Node Gantogalla»
- 2016 — Nataraja Service — «Nataraja Service title song»
- 2016 — Golisoda — «Lo Eddelo»
- 2017 — Chowka — «Party Party»
- 2017 — Melkote Manja — «Lifey Subjectu»
- 2017 — «Принц» — «Yaakingagidhe»
- 2017 — Uppu Huli Khara — «Ro Ro Romeo»
- 2017 — Anjani Putra — «1234 Shille Hodi» (дуэт с Чандан Шетти)
- 2017 — Brihaspathi[англ.] — «Damaru Damaru Dam»
- 2018 — Kumari 21F — «Dhakku Dhakku»
- 2018 — Samhaara — «Yenachariyu»